# 로베르토 보닌세냐
로베르토 보닌세냐(이탈리아어: Roberto Boninsegna roˈbɛrto ˌboninˈseɲɲa[*], 1943년 11월 13일 ~)는 이탈리아의 전 축구 선수로, 현역 시절 공격수로 활동했다. 은퇴 후 그는 축구 지도자로도 활동했다. 선수 시절, 그는 이탈리아 국가대표팀 일원으로 2번의 월드컵에 참가했고, 이 중 1970년 대회에서는 결승전까지 올랐다.

## 클럽 경력
롬바르디아 주 만토바 출신인 보닌세냐는 세리에 B(이탈리아 축구 2부 리그)의 프라토에서 1963-64 시즌에 프로 무대 첫 발을 디뎠다. 그는 이후 1964-65 시즌에 또다른 세리에 B 구단인 포텐차로 이적했다. 그는 1965-66 시즌에 바레세 소속으로, 1966년부터 1969년까지는 칼리아리 소속이었고, 1968-69 시즌에는 루이지 리바와 함께 소속 구단의 준우승을 합작했다. 1967년 여름, 칼리아리는 미국으로 건너가 북미 축구 리그에 시카고 머스탱의 구단 명칭으로 참가했다. 보닌세냐는 9경기에서 10골을 기록하며 선수단의 주 득점원으로 맹활약했다. 보닌세냐는 1970년대에 인테르나치오날레와 이탈리아 국가대표팀의 효율적인 공격수로 통했고, 산드로 마촐라와 호흡을 잘 맞추었다. 세리에 A에서 그는 281번의 경기에 출전해 171골을 넣었고, 인테르나치오날레 소속으로 세리에 A에 활약했던 1970-71 시즌과 1971-72 시즌에는 연달아 이탈리아 리그 득점왕으로 위용을 과시했다.

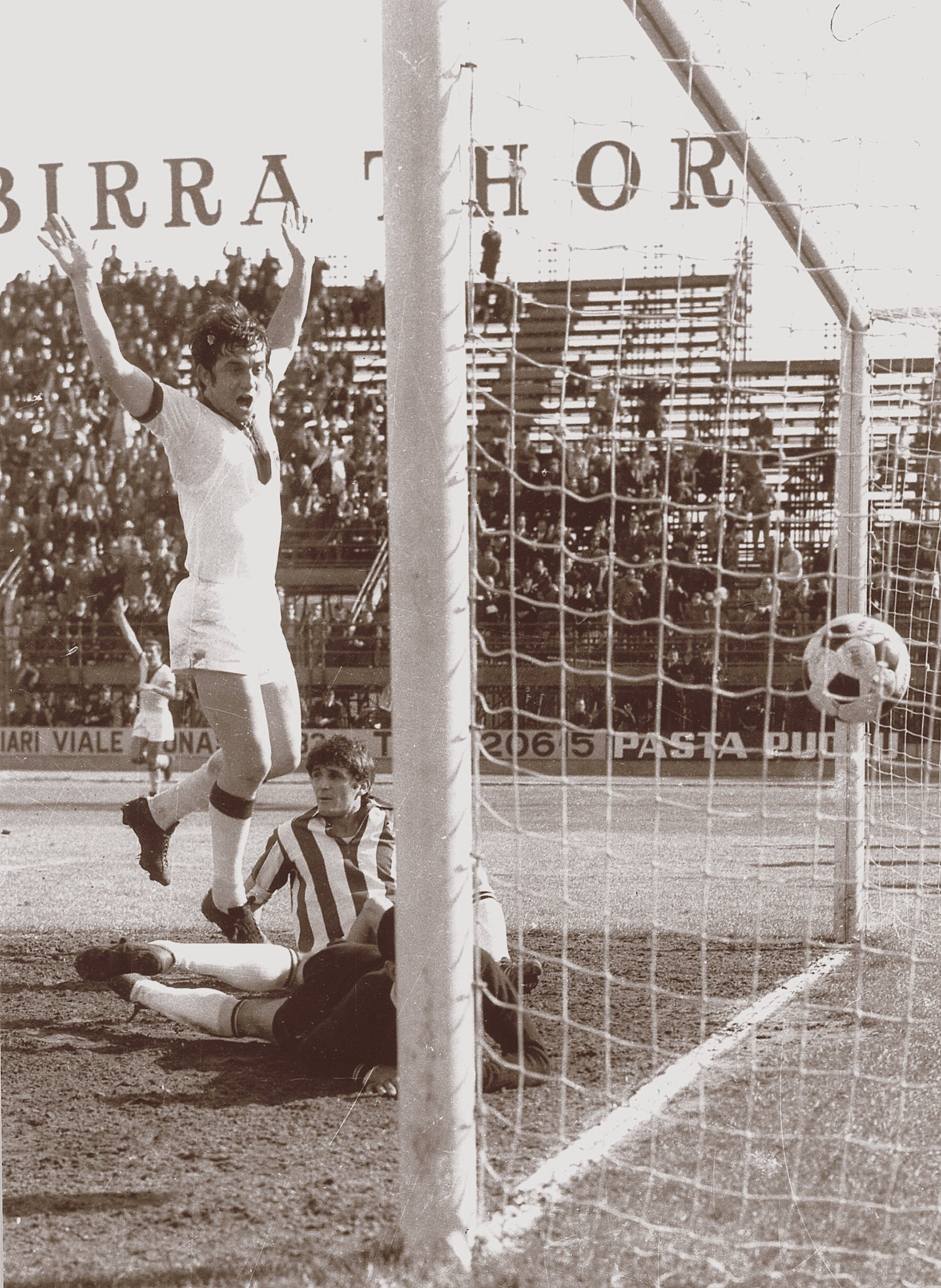
1960년대에 칼리아리 소속으로 득점을 기록한 보닌세냐

1969년에 인테르나치오날레에 입단한 보닌세냐는 1970-71 시즌에 소속 구단의 리그 우승을 견인했고, 이듬해 유러피언컵 결승전에도 올랐지만 아약스에 패하면서 준우승에 만족해야 했다. 1976년, 그는 피에트로 아나스타시와 교환되어 유벤투스로 둥지를 옮겼고, 유벤투스에서 3년을 뛰면서 세리에 A 우승 2회와 코파 이탈리아 우승 1회, 그리고 UEFA컵 우승을 추가했다. 1979년에 유벤투스를 떠난 보닌세냐는 엘라스 베로나에서 말년을 보냈고, 1979-80 시즌의 종료와 함께 현역 은퇴를 선언했다.

## 국가대표팀 경력
보닌세냐는 1967년 11월 18일, 스위스와의 유로 1968 예선전에 출전하며 이탈리아 국가대표팀 신고식을 치렀고, 경기 결과는 2-2로 비겼으며, 그는 나중에 열린 본선 대회에 최종적으로 부름을 받지 못했는데, 페루초 발카레지가 이끄는 당시 선수단은 안방에서 대회 정상에 올랐고, 이후에도 보닌세냐와 발카레지 감독은 서로 지속적으로 불화를 해결하지 못한 상태로 공존했다. 국가대표팀 일원으로, 보닌세냐는 1970년과 1974년에 두 차례 월드컵에 참가했다. 도합하여 보닌세냐는 22번의 이탈리아 국가대표팀 경기에서 9골에 그쳤다.
보닌세냐는 멕시코에서 열린 1970년 월드컵의 준우승을 거둔 이탈리아 국가대표팀 주역으로, 본선에서 2골을 기록했다. 이 중 한 골은 서독과의 세기의 경기라 불리는 준결승 명승부 경기였는데, 이 경기에서 선제골을 기록하고, 연장전의 잔니 리베라 역전 결승골의 시발점이 되어 이탈리아가 4-3 승리로 결승전에 진출하는 데 일조했다. 그는 이어서 브라질을 상대한 결승전에도 출전해 이탈리아의 귀중한 동점골을 기록하기도 했지만, 최종적으로 1-4 패배를 막기에는 역부족이었다. 그는 결승전 막판을 남기고 리베라와 교체되어 들어갔다.

## 경기 방식

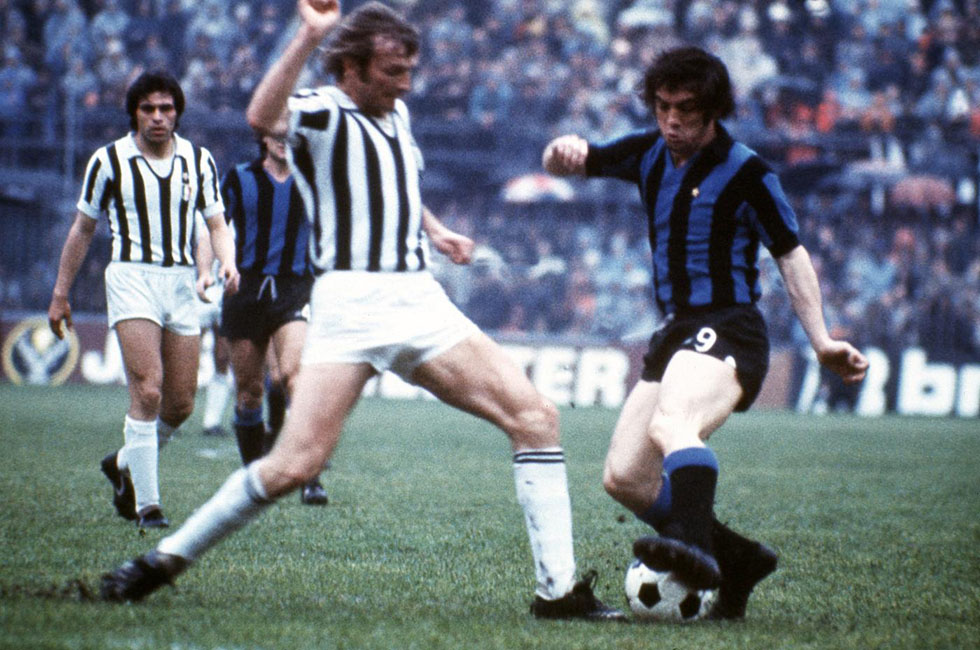
1974년, 공을 경합하는 보닌세냐(오른쪽)와 상징적인 유벤투스인 숙적이자 나중에 한배를 탄 프란체스코 모리니

선수 시절, 보닌세냐는 강인하고, 민첩하며, 기교있는 스트라이커로, 정확한 마무리와 페널티 구역에서의 전술적 지능으로 정평이 났다. 그는 많은 득점을 하는 골잡이로, 신장이 그리 크지도 않았고, 신체적 조건도 뛰어난 편은 아니었지만 공중 경합에도 두각을 나타냈다. 그는 속도, 체력, 잔재주, 위치선정, 그리고 꾸준함 면에서도 수준급이어서, 이탈리아의 당세대 최고의 선수로도 꼽혔다. 도약 능력과 머리로 마무리하는 힘과 정확도 덕에, 이탈리아 기자 잔니 브레라는 그에게 보닌격기(Bonimba, 보닌세냐와 폭격기의 합성어)라는 별칭을 붙였다. 그의 재능에도 불구하고, 그는 동료의 득점 기회도 창출할수 있는데도 불구하고 이기적인 선수로서 질타를 받았다. 그는 유벤투스 수비수 프란체스코 모리니와 팽팽한 신경전을 펼친 숙적으로도 회자되는데, 둘은 나중에 한배를 타기도 했다.

## 경력 통계

### 클럽
| 시즌                                 | 구단                                 | 리그                                 | 리그        | 리그 |
| 시즌                                 | 구단                                 | 리그명                               | 출장        | 골   |
| ------------------------------------ | ------------------------------------ | ------------------------------------ | ----------- | ---- |
| 1963–64                              | 프라토                               | 세리에 B                             | 22          | 1    |
| 1964–65                              | 포텐차                               | 세리에 B                             | 32          | 9    |
| 1965–66                              | 바레세                               | 세리에 A                             | 28          | 5    |
| 1966–67                              | 칼리아리                             | 세리에 A                             | 34          | 9    |
| 1967                                 | 시카고 머스탱                        | 미국 축구 리그                       | 9           | 10   |
| 1967–68                              | 칼리아리                             | 세리에 A                             | 19          | 5    |
| 1968–69                              | 칼리아리                             | 세리에 A                             | 30          | 9    |
| 1969–70                              | 인테르나치오날레                     | 세리에 A                             | 30          | 13   |
| 1970–71                              | 인테르나치오날레                     | 세리에 A                             | 28          | 24   |
| 1971–72                              | 인테르나치오날레                     | 세리에 A                             | 28          | 22   |
| 1972–73                              | 인테르나치오날레                     | 세리에 A                             | 27          | 12   |
| 1973–74                              | 인테르나치오날레                     | 세리에 A                             | 29          | 23   |
| 1974–75                              | 인테르나치오날레                     | 세리에 A                             | 29          | 9    |
| 1975–76                              | 인테르나치오날레                     | 세리에 A                             | 26          | 10   |
| 1976–77                              | 유벤투스                             | 세리에 A                             | 29          | 10   |
| 1977–78                              | 유벤투스                             | 세리에 A                             | 21          | 10   |
| 1978–79                              | 유벤투스                             | 세리에 A                             | 8           | 2    |
| 1979–80                              | 엘라스 베로나                        | 세리에 B                             | 14          | 3    |
| 세리에 A 합계                        | 세리에 A 합계                        | 세리에 A 합계                        | 375         | 173  |
| 구단 합계                            | 구단 합계                            | 구단 합계                            | 443         | 186  |
| 경력 합계 (이탈리아 국가대표팀 포함) | 경력 합계 (이탈리아 국가대표팀 포함) | 경력 합계 (이탈리아 국가대표팀 포함) | 465         | 195  |
|                                      |                                      |                                      | 0.42골/경기 |      |

### 국가대표팀
출처:
| 이탈리아 국가대표팀 | 이탈리아 국가대표팀 | 이탈리아 국가대표팀 |
| 연도                | 출장                | 골                  |
| ------------------- | ------------------- | ------------------- |
| 1967                | 1                   | 0                   |
| 1968                | –                   | –                   |
| 1969                | –                   | –                   |
| 1970                | 7                   | 3                   |
| 1971                | 6                   | 4                   |
| 1972                | 3                   | 1                   |
| 1973                | –                   | –                   |
| 1974                | 5                   | 1                   |
| 합계                | 22                  | 9                   |

## 수상

### 클럽
인테르나치오날레
- 세리에 A: 1970–71[5]

유벤투스
- 세리에 A: 1976–77, 1977–78[5]
- 코파 이탈리아: 1978–79[5]
- UEFA컵: 1976–77[5]

### 국가대표팀
이탈리아
- 월드컵 준우승: 1970[5]

### 개인
- 세리에 A 득점왕: 1970–71, 1971–72[11]
- 코파 이탈리아 득점왕: 1971–72[12]
- 미국 축구 리그 득점왕: 1967[13]